# 王質 (南朝)
王质（511年—570年），字子贞，琅邪郡臨沂县（今山东省临沂市）人，南北朝南朝梁、南陳武将。

## 生平
梁武帝蕭衍之妹義興長公主和王琳之子，左光禄大夫王通之弟。以梁武帝的外甥封甲口亭侯，在国子学为周易生。历任秘書郎、太子舍人、尚書殿中郎。母亲去世，辞職服喪，以孝行名。服丧完毕，任太子洗馬、東宮領直。历任太子中舍人、太子中庶子。
太清元年（547年），受假節、寧遠将軍，率東宮兵，随贞阳侯萧渊明北伐。蕭淵明兵败，王質单身逃归。太清二年（548年），侯景于寿阳兴兵反梁，侯景之乱爆发，王質率水軍拒战侯景。侯景渡長江，王質敗走。率兵屯駐建康宣陽門外。侯景軍到達建康，王質不战逃亡，剃髪装作沙門和尚，潜伏民間。太清三年（549年），柳仲礼率领援軍救援建康，到达長江南岸，王質糾合部隊再随柳仲礼。
建康失陷，王質逃到江陵，在梁元帝属下担任右長史，兼河東郡太守。后为侍中。出任持節、都督吴州諸軍事、寧遠将軍、吴州刺史，兼鄱陽郡内史。承聖三年（554年），江陵被西魏攻陷，侯瑱屯駐湓城，他和王質不和，派遣偏将羊亮取代王質。王質率部下依附留異。陳蒨屯駐会稽郡、出兵帮助王質，让他屯駐信安县。
永定二年（558年），王質奉陈武帝陳霸先之命率部下進入豫章，在都督周文育部下討伐王琳。王質和王琳关系不错，有人诬告王質秘密联络王琳。陳霸先大怒，让周文育处决王質，周文育为王質向陳霸先求情，于是陳霸先撤回命令。王質任散騎常侍、晋陵郡太守。
永定三年（559年），陳蒨即位为陳文帝，召還王質代行五兵尚書。天嘉三年（562年）安成王陳頊为揚州刺史，王質作为他属下的仁威将軍、驃騎府長史。天康元年（566年），陳伯宗即位为陈废帝，王質为陳頊属下的司徒左長史。因为召集博徒之罪免官。陳頊即位为陈宣帝，任用他为通直散騎常侍，转任太府卿、都官尚書。太建二年（570年），王質去世，享年六十岁。諡安子。

## 同僚
- 萧睿，陳文帝时散骑常侍、度支尚书。天嘉元年（559年）七月丙辰日，陳文帝封陈伯山为鄱阳王。陈蒨派萧睿持节兼太宰告于太庙；派时任五兵尚书的王质持节兼太宰告于太社。

## 延伸阅读
[在维基数据编辑]
 《陳書/卷18》，出自姚思廉《陳書》